# Hákarl

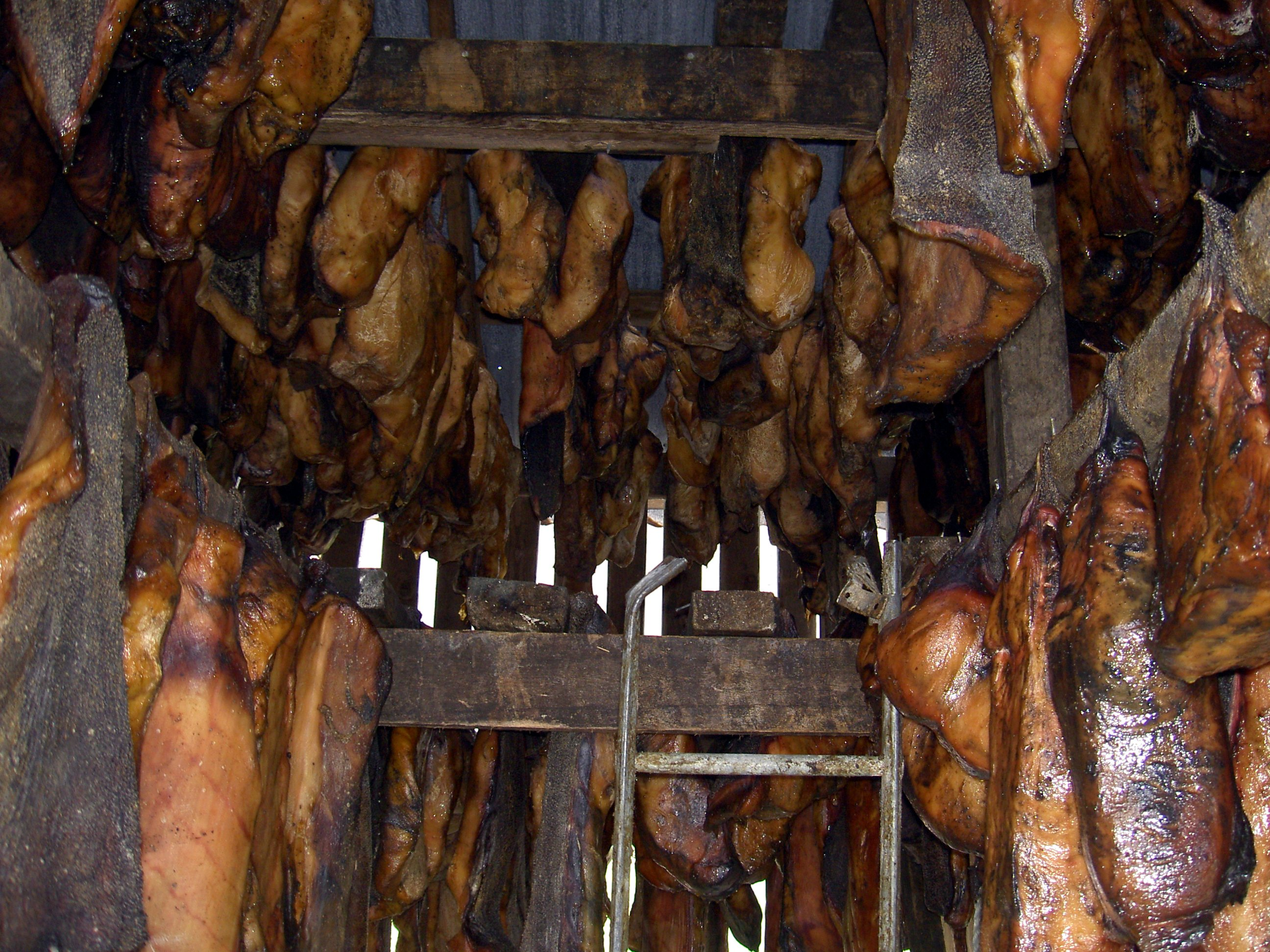
Cá mập lên men ở Iceland

Hákarl là món ăn Iceland được chế biến từ cá mập Greenland. Thịt cá mập Greenland tuy độc nhưng có thể ăn được sau khi đun sôi nhiều lượt nước hoặc sấy khô hoặc lên men trong một vài tháng nhằm sản xuất Kæstur Hákarl (thường viết tắt là Hákarl). Theo truyền thống, món này được thực hiện bằng cách chôn cá mập trong lòng đất ở phương bắc, khiến cho thịt qua một số chu kỳ cấp đông và tan băng (khoảng nửa năm, thường thì chôn thịt trong tuyết lạnh). Nó được coi là một món đặc sản ở Iceland và Greenland.
Người ta treo con cá mập trong nhà cho đến khi thịt bắt đầu rữa ra, cho các axit uric độc hại trong da trôi theo. Thịt cá mập được treo trong nhà kho, tránh ánh nắng mặt trời, phơi khô từ 2 đến 4 tháng. Gió sẽ thổi đi mùi hương khó chịu và làm cho lớp bên ngoài thịt có màu nâu. Người ta cắt bỏ lớp da và lấy lớp thịt trắng muốt bên trong. Nếu lần đầu tiên ăn món này, bạn sẽ bị nôn vì Hákarl có mùi khai nước tiểu khó chịu đặc trưng của món ăn.